# 10586 Jansteen
10586 Jansteen è un asteroide della fascia principale. Scoperto nel 1996, presenta un'orbita caratterizzata da un semiasse maggiore pari a 2,3413786 UA e da un'eccentricità di 0,2597763, inclinata di 3,79038° rispetto all'eclittica.